# Anette Trettebergstuen

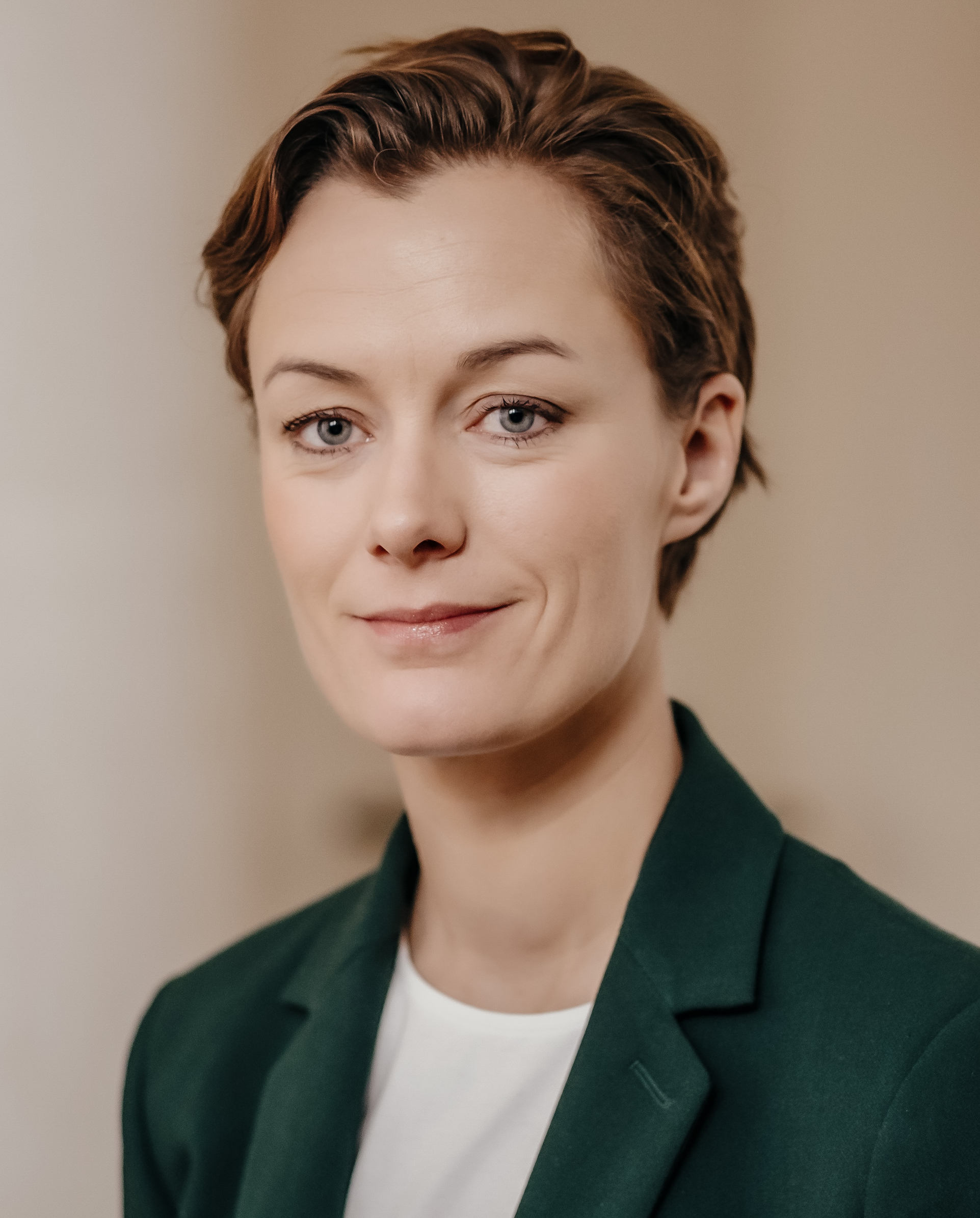
Anette Trettebergstuen, 2021

Anette Trettebergstuen (* 25. Mai 1981 in Hamar) ist eine norwegische Politikerin der sozialdemokratischen Partei Arbeiderpartiet (Ap). Seit 2005 ist sie Abgeordnete im Storting. Von Oktober 2021 bis Juni 2023 war sie die Kultur- und Gleichstellungsministerin ihres Landes.

## Leben
Trettebergstuen stammt aus Hamar. Politisch aktiv wurde sie nach rassistischen Ausschreitungen im nahe gelegenen Ort Brumunddal. So war sie mit zwölf Jahren bereits Mitglied in der einen EU-Beitritt Norwegens befürwortenden Jugendorganisation Europeisk Ungdom und sie begann sich in der Parteijugend Arbeidernes Ungdomsfylking (AUF) zu engagieren. Von 1997 bis 2000 besuchte Trettebergstuen die Hamar Katedralskole. Im Jahr 1999 zog sie im Alter von 18 Jahren erstmals in das Kommunalparlament ihrer Heimatkommune Hamar ein. Dort verblieb sie bis 2005.
Im Jahr 2001 studierte sie Staatswissenschaften als Grundfach an der Universität Oslo, anschließend von 2002 bis 2003 öffentliche Leitung an der Hochschule Oslo (Høgskolen i Oslo). Während ihres Studiums arbeitete sie unter anderem als Mitarbeiterin der Europeisk Ungdom und als Fylkessekretärin der AUF im damaligen Fylke Hedmark. Der Europeisk Ungdom stand sie in der Region Hedmark von 1998 bis 2000 vor und sie gehörte von 2000 bis 2001 dessen Vorstand an. Des Weiteren war sie von 2002 bis 2004 Vorsitzende der AUF in ihrem Heimatfylke Hedmark. Trettebergstuen arbeitete zwischen 2003 und 2005 als politische Beraterin der Arbeiderpartiet-Fraktion im norwegischen Nationalparlament Storting. Im Jahr 2004 war sie unter anderem als Publizistin und als DJ tätig.

### Stortingsabgeordnete
Bei der Parlamentswahl 2005 zog Trettebergstuen im Alter von 24 Jahren erstmals in das Storting ein. Dort vertritt sie den Wahlkreis Hedmark und wurde zunächst Mitglied im Außenausschuss. Nach der Wahl 2009 nahm sie den Posten als stellvertretende Vorsitzende im Arbeits- und Sozialausschuss ein. Dort verblieb sie nach der Stortingswahl 2013 zunächst weiter als einfaches Mitglied, bevor sie im Juni 2015 während der laufenden Legislaturperiode in den Familien- und Kulturausschuss wechselte und dort den stellvertretenden Vorsitz übernahm. Auch nach der Wahl 2017 wurde sie erneut stellvertretende Vorsitzende in diesem Ausschuss. Von Oktober 2009 bis Juni 2015 sowie erneut von Oktober 2017 bis September 2021 war sie Mitglied im Fraktionsvorstand ihrer Partei.

### Kultur- und Gleichstellungsministerin
Am 14. Oktober 2021 wurde sie zur Kultur- und Gleichstellungsministerin in der neu gebildeten Regierung Støre ernannt. Als solche war sie neben Kultur und Gleichstellung auch unter anderem für die Themengebiete Sport und Glücksspiel zuständig. Am 23. Juni 2023 gab sie ihren Rücktritt als Kultur- und Gleichstellungsministerin bekannt. Zuvor war bekannt geworden, dass sowohl sie als auch die Bildungsministerin, ihre Parteikollegin Tonje Brenna, in Fällen persönlicher Befangenheit nicht korrekt gehandelt zu haben. Insgesamt drei Personen seien von Trettebergstuen, teils mehrfach, für Posten vorgeschlagen worden, obwohl sie das aus Befangenheitsgründen nicht hätte tun dürfen. Zu diesen drei Personen gehörte Bård Nylund, mit dem sie im Jahr 2017 gemeinsam ein Buch herausgab und den sie selbst als „nahen Freund“ bezeichnete. Trettebergstuen gab an, dass sie sich nicht gründlich genug mit den Regeln auseinandergesetzt habe. Am 28. Juni 2023 wurde mit Lubna Jaffery ihre Nachfolgerin ernannt.
Tretteberstuen kehrte nach dem Ende ihrer Zeit als Kultur- und Gleichstellungsministerin als Abgeordnete ins Storting zurück. Dort war sie ab Oktober 2021 von ihrem Parteikollegen Even Eriksen vertreten worden. Trettebergstuen wurde nach ihrer Rückkehr Mitglied im Finanzausschuss. Im Oktober 2023 wechselte sie in den Arbeits- und Sozialausschuss. Im Mai 2024 gab sie bekannt, dass sie bei der Stortingswahl 2025 nicht erneut kandidieren wolle.

## Politische Positionen

### Monarchie
Trettebergstuen befürwortet die Abschaffung der Monarchie in Norwegen. Im Jahr 2022 legte sie gemeinsam mit den Arbeiderpartiet-Abgeordneten Torstein Tvedt Solberg und Åsmund Aukrust, dem FrP-Abgeordneten Sivert Bjørnstad sowie der Høyre-Abgeordneten Heidi Nordby Lunde einen Gesetzesvorschlag zur Abschaffung des Königshauses vor.

### Konversionstherapie
Trettebergstuen befürwortete das Verbot von Konversionstherapien. Einen von der Regierung Solberg im Juli 2021 vorgelegten Gesetzesentwurf kritisierte sie, da dieser die Anwendung der Methoden nur bei Kindern kriminalisieren sollte. Während ihrer Amtszeit als Kultur- und Gleichstellungsministerin legte sie einen Gesetzesentwurf für das vollständige Verbot vor, der schließlich im Dezember 2023 verabschiedet wurde.

## Privates
Trettebergstuen ist offen lesbisch. Im Jahr 2016 thematisierte sie ihre Schwangerschaft, wobei sie gemeinsam mit einem schwulen Freund ein Kind bekam. In diesem Zusammenhang erklärte sie, dass in diesem Fall das Private politisch sei. Im Jahr 2017 gab sie gemeinsam mit Bård Nylund das Buch Homo heraus.